# Parli di me
Parli di me è un singolo del rapper italiano Bresh, pubblicato il 15 aprile 2022 come quarto estratto dal secondo album in studio Oro blu.

## Descrizione
Il brano ha visto la partecipazione del rapper e cantautore milanese Rkomi. La produzione è stata curata da Shune.

## Tracce
1. Parli di me (feat. Rkomi) – 2:43